# Hüttlingen, Schweiz
Hüttlingen är en ort och kommun i distriktet Frauenfeld i kantonen Thurgau, Schweiz. Kommunen har 884 invånare (2023).
Kommunen består av byarna Hüttlingen, Eschikofen, Harenwilen och Mettendorf.